# Wrang (smaak)
Wrang is een smaak die de mond doet samentrekken en een droog gevoel geeft. Deze smaak wordt veroorzaakt door adstringentia, zoals tannines.
De smaak komt voor in veel onrijpe vruchten, waaronder bananen, peren en kakivruchten. Veel mensen houden niet van een (te) wrange smaak, hetgeen de reden is dat bijvoorbeeld eikels zelden door mensen gegeten worden, hoewel ze wel eetbaar zijn. Toch zijn er producten waarin mensen de wrange smaak wel waarderen, zoals sommige wijnen.
In tegenstelling tot de mens hebben veel dieren, zoals eekhoorns, varkens en veel insecten, geen moeite met het eten van wrang voedsel.